# Ignacio Zaragoza
Ignacio Zaragoza Seguín (24 mars 1829 – 8 septembre 1862) est un général de l'armée mexicaine, connu pour sa victoire contre les troupes impériales françaises lors de la bataille de Puebla le 5 mai 1862 (le Cinco de Mayo).

## Biographie
Ignacio Zaragoza est né à Goliad, dans l'État du Coahuila y Texas (actuel Texas). Lors de la révolution texane, sa famille migra à Matamoros en 1834, puis à Monterrey en 1844.
Lors de la guerre américano-mexicaine de 1846-1848, le jeune Zaragoza  tenta en vain d'entrer dans le corps militaire des cadets mexicains. Sa carrière militaire commença en 1853 : sergent, puis capitaine. Lorsque le mouvement d'insurrection appelé Révolution d'Ayutla se déclencha en 1854 contre la dictature de Santa Anna, Zaragoza rejoignit les insurgés, et dès lors, il milita aux côtés des libéraux mexicains. En 1860, il s'associa efficacement aux défenseurs de la Constitution de la république mexicaine de 1857 et participa avec succès à la guerre de Réforme. Il devint le ministre de la Guerre du président Benito Juárez d'avril à octobre 1861.
Lors de l'expédition du Mexique, les forces françaises de Napoléon III envahirent le pays pour imposer l'empereur Maximilien de Habsbourg. Zaragoza, avec le grade de général et à la tête de l'armée de l'Est, les affronta. Le 5 mai 1862, à Puebla, il harangua ainsi ses soldats : « Nos ennemis sont les premiers soldats du monde, mais vous êtes les premiers enfants du Mexique et ils veulent vous arracher votre patrie. » Ses soldats remportèrent la bataille.
Zaragoza mourut quelques mois plus tard, à 33 ans, de la fièvre typhoïde. Ses restes furent inhumés au Panthéon San Fernando à Mexico, puis transférés à Puebla lors de l'édification du monument commémoratif du Cinco de Mayo. En son honneur, par décret du président Juárez du 11 septembre 1862, Puebla prit le nom de Puebla de Zaragoza et, par décret du Congrès de l'État de Puebla du 4 août 1950, celui de Heroica Puebla de Zaragoza.

### Sources
- (es) Cet article est partiellement ou en totalité issu de l’article de Wikipédia en espagnol intitulé « Ignacio Zaragoza » (voir la liste des auteurs).